# Дискография Tresor Records
Диски, вышедшие на Tresor Records с 1991 по 2011 год.

## Дискография
- Tresor 1 — X-101 — X-101 (12"/CD)
- Tresor 2 — Dream Sequence feat. Blake Baxter — Dream Sequence (12"/ CD)
- Tresor 3 — Eddie Flashin' Fowlkes & 3MB — 3MB featuring Eddie Flashin' Fowlkes (2x12"/CD)
- Tresor 4 — X-102 — Discovers The Rings Of Saturn (2x12"/CD)
- Tresor 5 — Ingator II — Skyscratch (Mano Mano) (12"/CD)
- Tresor 6 — 3 Phase Feat. Dr. Motte — Der Klang Der Familie (12"/CD)
- Tresor 7 — Blake Baxter & Eddie Flashin' Fowlkes — The Project (2x12"/CD)
- Tresor 8 — Eddie Flashin' Fowlkes & 3MB — The Birth Of Technosoul (2x12"/CD)
- Tresor 9 — 3MB — 3MB Feat. Magic Juan Atkins (2x12"/CD)
- Tresor 10 — X-103 — Thera EP (12")
- Tresor 11 — Jeff Mills — Waveform transmission Vol. 1 (2x12"/CD)
- Tresor 11 — Jeff Mills — Waveform transmission Vol. 1 (Mispress) (2x12")
- Tresor 12 — X-103 — Atlantis (2x12"/CD)
- Tresor 13 — Various — Detroit Techno Soul EP (12")
- Tresor 14 — Various — Detroit Techno Soul Compilation (CD)
- Tresor 15 — Tomi D. — You Are An Angel / B Basic (12")
- Tresor 16 — System 01 — Mind Sensations (12"/CD)
- Tresor 17 — Vision, The — Waveform Transmission Vol. 2 (2x12"/CD)
- Tresor 18 — TV Viktor — Trancegarden:Invitation Vol. 1 (CD)
- Tresor 19 — 3 Phase — Straight Road (12"/CD)
- Tresor 20 — 3 Phase — Schlangenfarm (2x12"/CD)
- Tresor 21 — Piers Headley — Music For Toilets (CD)
- Tresor 22 — Cristian Vogel — Absolute Time (2x12"/CD)
- Tresor 23 — Jeff Mills — The Extremist (12")
- Tresor 25 — Jeff Mills — Waveform Transmission Vol. 3 (2x12"/CD)
- Tresor 26 — System 01 — Take My Soul (12"/CD)
- Tresor 27 — Robert Hood — Internal Empire (2x12"/CD)
- Tresor 28 — System 01 — Drugs Work (2x12"/CD)
- Tresor 29 — Dream Sequence Feat. Blake Baxter — Endless Reflection (2x12"/CD)
- Tresor 30 — Bam Bam — Best Of Westbrook Classics (2x12"/CD)
- Tresor 31 — Blake Baxter — Reach Out (12")
- Tresor 32 — Robert Hood — Master Builder (12"/CD)
- Tresor 33 — Joey Beltram — Game Form (12"/CD)
- Tresor 34 — Joey Beltram — Places (2x12"/CD)
- Tresor 35 — Various — Sirius (2x12"/CD)
- Tresor 36 — Various — Magic Tracks Feat. Juan Atkins (12")
- Tresor 37 — Gagarin Kongress — Astralleib (12")
- Tresor 38 — Blake Baxter — Energizer (12")
- Tresor 39 — Vigipirate — Boom EP (12")
- Tresor 40 — Joey Beltram — Instant (12"/CD)
- Tresor 41 — Bam Bam — The Strong Survive (12"/CD)
- Tresor 42 — Bam Bam — The Strong Survive (2x12"/CD)
- Tresor 43 — Various — 313 (12"/CD)
- Tresor 44 — Cristian Vogel — Bite & Scratch (12")
- Tresor 45 — Cristian Vogel — Body Mapping (2x12"/CD)
- Tresor 46 — Renee Feat. Taj — When I Dream (12")
- Tresor 47 — Eddie Flashin' Fowlkes Groovin / C.B.R (12")
- Tresor 48 — Infiniti — The Infiniti Collection (12"/CD)
- Tresor 49 — Eddie Flashin' Fowlkes — Black Technosoul (CD)
- Tresor 50 — Joey Beltram — Metro (12")
- Tresor 51 — Blake Baxter — La La Song (12")
- Tresor 52 — Infiniti — Higher (12")
- Tresor 53 — Neil Landstrumm — Understanding Disinformation (2x12"/CD)
- Tresor 54 — Neil Landstrumm — Praline Horse (12")
- Tresor 55 — Pacou — Reel Techno (12")
- Tresor 56 — Holy Ghost — The Mind Control Of Candy Jones (2x12"/CD)
- Tresor 57 — Scan 7 — Dark Territory (2x12"/CD)
- Tresor 58 — Si Begg — Opus EP (12")
- Tresor 59 — Tobias Schmidt — Is It Peace To Point The Gun? (12")
- Tresor 60 — Blue Arsed Fly — Knackered EP (12")
- Tresor 61 — Holy Ghost — Manchurian Candidate (12")
- Tresor 63 — Various — Tresor IV — Solid (2x12"/CD)
- Tresor 64 — Various — Tresor V (2x12"/CD)
- Tresor 65 — Cristian Vogel — (Don’t) Take More (12")
- Tresor 66 — Cristian Vogel — All Music Has Come To An End (2x12"/CD)
- Tresor 67 — Holy Ghost — Electra Spectre (12")
- Tresor 68 — Pacou — Cortex Delay (12")
- Tresor 69 — Pacou — Symbolic Language (2x12"/CD)
- Tresor 72 — Surgeon — First (12")
- Tresor 73 — Surgeon — Basictonalvocabulary (2x12"/CD)
- Tresor 74 — Blake Baxter Sex Tech (12")
- Tresor 75 — Vice — The Pressure EP (12")
- Tresor 76 — Jeff Mills — Waveform Transmission Vol. 3 (2x12"/CD)
- Tresor 77 — Robert Hood — Internal Empire (Mispress) (2x12"/CD)
- Tresor 78 — Joey Beltram — Places (2x12"/CD)
- Tresor 81 — Neil Landstrumm — Scandinavia Sessions (12")
- Tresor 82 — Neil Landstrumm — Bedrooms And Cities (2x12"/CD)
- Tresor 82 — Neil Landstrumm — Bedrooms And Cities (Mispress) (2x12")
- Tresor 83 — Holy Ghost — Gone Fishin' (12")
- Tresor 84 — Holy Ghost — The Art Lukm Suite (2x12"/CD)
- Tresor 85 — Surgeon — Basictonal — Remake (12")
- Tresor 86 — Tobias Schmidt — The Black Arts EP (12")
- Tresor 87 — DJ T-1000 — Jetset Lovelife (12")
- Tresor 88 — Scan 7 — Beyond Sound (12")
- Tresor 89 — Pacou — Symbolic Language (Remixes) (12")
- Tresor 90 — Joey Beltram — Ball Park (12")
- Tresor 91 — Chrislo — Hangars D’Orion (12")
- Tresor 91 — Chrislo — Hangars D’Orion (Mispress) (12")
- Tresor 92 — Chrislo — Low (2x12"/CD)
- Tresor 93 — Various — Globus Mix Vol. 1 (CD)
- Tresor 94 — Various — Headquarters (2x12"/CD)
- Tresor 95 — Surgeon — Balance Remakes (12")
- Tresor 96 — Surgeon — Balance (2x12"/CD)
- Tresor 97 — Various — Tresor III Compilation (2x12"/CD)
- Tresor 98 — Various — Globus Mix Vol. 2 — A Decade Underground (CD)
- Tresor 99 — Pacou — No Computer Involved (2x12"/CD)
- Tresor 100 — Various — Tresor 100 (Tresor Compilation Vol. 6) (2x12")
- Tresor 101 — Leo Laker — 6 A.M. (12")
- Tresor 102 — Blake Baxter — Disko Tech EP (12")
- Tresor 103 — Neil Landstrumm — Pro Audio (2x12"/CD)
- Tresor 104 — Tobias Schmidt & Dave Tarrida — The Test (12")
- Tresor 105 — Infiniti — Skynet (2x12"/CD)
- Tresor 106 — Advent, The — Sound Sketches (12")
- Tresor 107 — Holy Ghost — Live In Amsterdam (12")
- Tresor 108 — Joey Beltram — Game Form / Instant (12")
- Tresor 109 — Various — Annex 2 (CD)
- Tresor 110 — Cristian Vogel — Busca Invisibles (2x12"/CD)
- Tresor 111 — Sender Berlin — Spektrum Weltweit (2x12"/CD)
- Tresor 112 — Pacou — A Universal Movement (12")
- Tresor 113 — DisX3 — Brothers In Mind (12")
- Tresor 114 — Stewart S. Walker — Nothing Produces Stark Imagery (12")
- Tresor 115 — Various — Globus Mix Vol. 3 — Sturm Und Drang (CD)
- Tresor 116 — Surgeon — Force + Form Remakes (12")
- Tresor 117 — Surgeon — Force + Form (2x12"/CD)
- Tresor 118 — Savvas Ysatis — Alright (12")
- Tresor 119 — Leo Laker — Tontunmäki EP (12")
- Tresor 120 — Cristian Vogel — General Arrepientase (12")
- Tresor 121 — Scan 7 — Resurfaced (2x12"/CD)
- Tresor 122 — Savvas Ysatis — Highrise (2xLP/CD)
- Tresor 123 — Various — Tresor Compilation Vol. 7 (2x12"/CD)
- Tresor 124 — Advent, The — Sound Sketchez#2 (2x12")
- Tresor 125 — Tobias Schmidt — Dark Of Heartness (2x12"/CD)
- Tresor 126 — Dave Tarrida Postmortem Pop (12")
- Tresor 127 — Vice — Trojan Horse EP (12")
- Tresor 128 — DJ T-1000 — Progress (2x12"/CD)
- Tresor 129 — Drexciya — Neptune’s Lair (2x12"/CD)
- Tresor 130 — Drexciya — Fusion Flats (12")
- Tresor 131 — Various — Tresor 7.5 (12")
- Tresor 132 — Infiniti — Never Tempt Me (2x12"/CD)
- Tresor 133 — DisX3 — Sequenzed Function (12")
- Tresor 134 — Diskordia — Mala Mazza (12")
- Tresor 135 — Various — Demo Tracks #01 (2x12"/CD)
- Tresor 136 — Various — Annex 3 (CD)
- Tresor 137 — Drexciya — Hydro Doorways (12")
- Tresor 138 — Pacou — State Of Mind (2x12"/CD)
- Tresor 139 — Holy Ghost — The Jesus Nut (12")
- Tresor 140 — Sender Berlin — Spektrum Weltweit (Remixes) (12")
- Tresor 141 — Terrence Dixon — From The Far Future (2x12"/CD)
- Tresor 142 — Various — Globus Mix Vol. 4 — The Button Down Mind Of Daniel Bell (CD)
- Tresor 143 — Sterac — Untitled (12")
- Tresor 144 — Subhead — Arucknophobia (12")
- Tresor 145 — James Ruskin — Point 2 (2x12"/CD)
- Tresor 146 — Stewart S. Walker — Reformation Of Negative Space EP (12")
- Tresor 147 — Karl O'Connor & Peter Sutton — Againstnature (2x12"/CD)
- Tresor 148 — Pacou — Fireball (12")
- Tresor 149 — Blake Baxter — EP Frequencies / Dream Sequence (12"/CD)
- Tresor 150 — Various — Tresor 2000 — Compilation Vol. 8 (2x12"/CD)
- Tresor 151 — TV Victor — Timeless Deceleration (2xCD)
- Tresor 152 — Subhead — Neon Rocka (2x12"/CD)
- Tresor 153 — Diskordia — So Big & So Close (12")
- Tresor 154 — Dave Tarrida — Scream Therapy (12")
- Tresor 155 — Jeff Mills Metropolis 2 (12"/CD)
- Tresor 156 — Advent, The — 3rd Sketch (12")
- Tresor 157 — Matthew Herbert — Mistakes (12")
- Tresor 157 — Various — Globus Mix Vol. 5 — Metthew Herbert — Letsallmakemistakes (CD)
- Tresor 158 — Tobias Schmidt — Destroy (2x12"/CD)
- Tresor 159 — Dream Sequence III Feat. Blake Baxter. FM Disko (12")
- Tresor 160 — Dream Sequence Feat. Blake Baxter The Collective (2x12"/CD)
- Tresor 161 — Dave Tarrida — Paranoid (2x12"/CD)
- Tresor 162 — Dave Tarrida — Paranoid (Again) (12")
- Tresor 163 — Various — Tresor Compilation Vol. 10 — True Spirit (Special Edition) (CD)
- Tresor 164 — Model 500 / Daniel Bell / Cristian Vogel — Sirius Is A Freund (Archiv #01) (12")
- Tresor 165 — Bam Bam — Where Is Your Child (Archiv #02) (12")
- Tresor 166 — Robert Hood — Master Builder (Archiv #03) (12")
- Tresor 167 — DJ Shufflemaster — EXP (2x12"/CD)
- Tresor 168 — Kelli Hand — Detroit History Part 1 (2x12"/CD)
- Tresor 169 — Fumiya Tanaka — Drive EP (12")
- Tresor 170 — Neil Landstrumm — Glamourama EP (12")
- Tresor 171 — Savvas Ysatis — Select (2x12"/CD)
- Tresor 172 — Ben Sims — Dubs 2 (12")
- Tresor 173 — James Ruskin — Into Submission (2x12"/CD)
- Tresor 174 — Various — Compilation Vol. 9 (2x12"/CD)
- Tresor 175 — DJ Shufflemaster — Angel Gate (12")
- Tresor 176 — Fumiya Tanaka — Unknown Possibility Vol. 2 (2x12"/CD)
- Tresor 177 — Neil Landstrumm — She Took A Bullet Meant For Me (2x12"/CD)
- Tresor 178 — Subhead — Baby Takes Three EP (12")
- Tresor 179 — Tobias Schmidt — Real Life (12")
- Tresor 180 — Various — Annex 4 (CD)
- Tresor 181 — Drexciya — Harnessed The Storm (2x12"/CD)
- Tresor 182 — Drexciya — Digital Tsunami (12")
- Tresor 183 — Jeff Mills — Late Night (Archive #04) (12")
- Tresor 184 — Dream Sequence Feat. Blake Baxter — Deep N Da Groove (Remix) (12")
- Tresor 185 — Various — True Spirit (Part I) (2x12"/3xCD)
- Tresor 186 — Various — True Spirit (Part II) (2x12")
- Tresor 188 — Angel Alanis & Rees Urban — Bastard Traxx Vol. 1 (12")
- Tresor 189 — Sender Berlin — Gestern Heute Morgen (2x12"/CD)
- Tresor 190 — Eddie Flashin' Fowlkes — My Soul (Archiv #05) (12")
- Tresor 191 — Dave Tarrida — Plays Records (12")
- Tresor 191 — Various — Globus Mix Vol. 6 — Dave Tarrida Plays Records (CD)
- Tresor 192 — Cristian Vogel — Dungeon Master (2x12"/2xCD)
- Tresor 193 — Chester Beatty — A Taste Of Honey (12")
- Tresor 194 — Blake Baxter — One More Time (Archiv #06) (12")
- Tresor 195 — Advent, The — Sketched For Life (2x12"/2xCD)
- Tresor 196 — Shifted Phases — The Cosmic Memoirs Of The Late Great Rupert J. Rosinthrope (2x12")
- Tresor 197 — Various — Headquarters Berlin (2x12"/2xCD)
- Tresor 198 — Mover, The — Frontal Frustration (2x12"/CD)
- Tresor 199 — Angel Alanis & Rees Urban — Present Pair Of Jacks «Full House» (2x12")
- Tresor 200 — Scion — arrange & process Basic Channel tracks (CD)
- Tresor 201 — House Of Fix, The — 21st Century (12"/2xCD)
- Tresor 202 — Chester Beatty — Shot Of Love (12"/CD)
- Tresor 203 — Din-St — Club Goods Vol 1 (12")
- Tresor 204 — Rumenige — Petrzalka EP (12")
- Tresor 205 — Various — Tresor Never Sleeps (CD)
- Tresor 205.5 — Various — Tresor Never Sleeps (12")
- Tresor 206 — Stewart Walker — Live Extracts (2x12"/CD)
- Tresor 207 — Leo Laker — Somos Pocos, Pero Estamos Locos EP (12")
- Tresor 208 — Organ Grinder — Life In The Shade (12")
- Tresor 209 — Pacou — Last Man Standing EP (12")
- Tresor 211 — Cybotron / Model 500 — Alleys Of Your Mind / Off To Battle (12")
- Tresor 212 — Various — Tresor Compilation Vol. 12: Illumination (2x12"/CD)
- Tresor 213 — Joey Beltram — Beyonder (12")
- Tresor 214 — Joey Beltram — The Rising Sun (3x12"/CD)
- Tresor 215 — Juan Atkins — The Berlin Sessions (2x12"/CD)
- Tresor 216 — Juan Atkins — 20 Years Metroplex: 1985—2005 (2xCD)
- Tresor 217 — Todd Bodine — Particles EP (12")
- Tresor 218 — Joey Beltram — Live@Womb (CD)
- Tresor 219 — Cisco Ferreira — T.R.I.N.I.T.Y. (3x12"/CD)
- Tresor 220 — Various — Tresor Compilation Vol. 13: It’s Not Over (2x12"/2xCD)
- Tresor 221 — Todd Bodine — Surfaces (CD)
- Tresor 222 — Bill Youngman — Born EP (12")
- Tresor 223 — Jeff Mills — Blue Potential (Live With Montpellier Philharmonic Orchestra) (DVD)
- Tresor 224 — Cisco Ferreira — T.R.I.N.I.T.Y. Remixed (12")
- Tresor 225 — Dave Tarrida — Gauteng Fever EP (12")
- Tresor 226 — Joey Beltram — Code 6 (12")
- Tresor 227 — Octave One — Off The Grid (12"/CD/DVD)
- Tresor 228 — Tim Wright — Definitely Wrong (12")
- Tresor 229 — Octave One — Off The Grid (2x12")
- Tresor 230 — Oscar Mulero — Only Dead Fish Go With The Flow (12")
- Tresor 231 — Cristian Vogel — The Never Engine (CD)
- Tresor 232 — James Ruskin — Lahaine (12")
- Tresor 233 — James Ruskin — The Dash (CD)
- Tresor 234 — X-102 — X-102 re-discovers the Rings Of Saturn (CD)
- Tresor 235 — Various — Oscar Mulero — Tresor Mix: Under Review (CD)
- Tresor 236 — Remute — Crackin' Skulls (12")
- Tresor 237 — Future Beat Alliance — Machines Can Help EP (12")
- Tresor 238 — Future Beat Alliance — Mourning EP (12")
- Tresor 239 — Vince Watson — Atom EP (12")